# Thymus sachalinensis
Thymus sachalinensis — вид рослин родини глухокропивові (Lamiaceae), ендемік Сахаліна (Росія).

## Поширення
Ендемік Сахаліна (Росія).